# Provisionsløn
Provisionsløn er et lønsystem hvor den ansatte får løn efter hvor mange opgaver der løses – det kan f.eks. være en telefonsælger, der får et beløb for hver vare/abonnement, der sælges, men ikke noget for afslagene, eller det kan være en kundekonsulent, der får en aftalt procentdel af omsætningen fra de kunder han/hun er konsulent for.
Provisionsløn minder på visse punkter om akkordløn, men er stort set modsat af timeløn.
| Økonomi | Spire Denne artikel om økonomi er en spire som bør udbygges. Du er velkommen til at hjælpe Wikipedia ved at udvide den. |